# IC 3388
IC 3388 est une galaxie elliptique naine située dans la constellation de la Vierge. Sa vitesse par rapport au fond diffus cosmologique est de 2 036 ± 26 km/s, ce qui correspond à une distance de Hubble de 30,0 ± 2,1 Mpc (∼97,8 millions d'al). Elle a été découverte par l'astronome américain Royal Harwood Frost en 1904.

## Distance d'IC 3388
À ce jour, quatre mesures non basées sur le décalage vers le rouge (redshift) donnent une distance de 15,775 ± 0,943 Mpc (∼51,5 millions d'al), ce qui est à l'intérieur des valeurs de la distance de Hubble.
Cette galaxie, comme plusieurs de l'amas de la Vierge, est relativement rapprochée du Groupe local et on obtient souvent une distance de Hubble très différente en raison de leur mouvement propre dans le groupe où dans l'amas où elles sont situées. La distance de 15.775 Mpc est sans aucun doute plus près de la réalité. Selon ces deux mesures, IC 3388 se dirige vers le centre de l'amas en direction opposée à la Voie lactée. Notons que c'est avec la valeur moyenne des mesures indépendantes, lorsqu'elles existent, que la base de données NASA/IPAC calcule le diamètre d'une galaxie.

## Groupe de NGC 4461, de M60 et l'amas de la Vierge
Selon A.M. Garcia, IC 3388 est membre du groupe de NGC 4461. Ce groupe de galaxies comprend au moins neuf membres. Les autres galaxies du groupe sont NGC 4305, NGC 4306, NGC 4425, NGC 4461, NGC 4476, NGC 4584, IC 794 et VCC 793.
D'autre part, toutes les galaxies du catalogue NGC de ce groupe, mais aucune de l'Index Catalogue, apparaissent  dans une liste de 227 galaxies d'un article publié par Abraham Mahtessian en 1998. Cette liste comporte plus de 200 galaxies du New General Catalogue et une quinzaine de galaxies de l'Index Catalogue. On retrouve dans cette liste 11 galaxies du Catalogue de Messier, soit M49, M58, M60, M61, M84, M85, M87, M88, M91, M99 et M100.
Toutes les galaxies de la liste de Mahtessian ne constituent pas réellement un groupe de galaxies. Ce sont plutôt plusieurs groupes de galaxies qui font tous partie d'un amas galactique, l'amas de la Vierge. Pour éviter la confusion avec l'amas de la Vierge, on peut donner le nom de groupe de M60 à cet ensemble de galaxies, car c'est l'une des plus brillantes de la liste. L'amas de la Vierge est en effet beaucoup plus vaste et compterait environ 1300 galaxies, et possiblement plus de 2000, situées au cœur du superamas de la Vierge, dont fait partie le Groupe local,.
De nombreuses galaxies de la liste de Mahtessian se retrouvent dans dix groupes décrits dans l'article d'A.M. Garcia, soit le groupe de NGC 4123 (7 galaxies), le groupe de NGC 4235 (29 galaxies), le groupe de NGC 4261 (13 galaxies), le groupe de M61 (32 galaxies), le groupe de NGC 4442 (13 galaxies), le groupe de NGC 4461 (9 galaxies), le groupe de M49 (127 galaxies, M49 = NGC 4472), le groupe de M87 (96 galaxies, M87 = NGC 4486), le groupe de M88 (44 galaxies, M88 = NGC 4501) et le groupe de NGC 4535 (14 galaxies). Ces dix groupes font partie de l'amas de la Vierge et ils renferment 387 galaxies. Certaines galaxies de la liste de Mahtessian ne figurent cependant dans aucun des groupes de Garcia et vice versa.